# 문백이독
문백이독(文白異讀)은 중국어 및 여러 중국어 방언에서 특정 한자들을 문독(文讀)과 백독(白讀)이라는 2가지 다른 독법으로 읽는 것을 말한다. 백독은 일상적인 구어에서 사용되는 발음을 말하고, 문독은 차용어, 지명 및 인명, 문학, 공적인 상황 등에서 사용되는 발음을 말한다.
예를 들어 표준 관화에서 한자 白은 일반적으로 bái로 읽히지만 일부 공식적, 문학적 맥락에서는 bó로 읽히기도 한다. 이 독법은 당나라의 시인인 백거이와 이백의 문학적 발음을 통해 잘 알려져 있다.

## 같이 보기
- 일본 한자음
- 상고한어
- 한국어의 한자어